# O Sistema (telessérie)
O Sistema foi uma série brasileira produzida e exibida pela Rede Globo entre 2 de novembro e 7 de dezembro de 2007 Foi criada por Fernanda Young e Alexandre Machado e dirigida por José Lavigne e Selton Mello, que também é protagonista da série. 

## Enredo
Irritado com um produto defeituoso, o fonoaudiólogo Matias (Selton Mello) desconta sua raiva e frustração na atendente Regina (Graziela Moretto), que, cansada da humilhação, se vinga apagando todos os dados do rapaz nos registros do governo, deixando-o sem documentos, dinheiro ou qualquer outra prova de que se quer existe, absolutamente fora do "sistema".
Matias passa a sofrer diversos problemas vivendo como um indigente digital, sendo raptado por grupo de pessoas que, assim como ele, foram vítimas de pessoas como Regina e que tenta derrubar o sistema para provar sua existência.

## Elenco
| Ator                  | Personagem                     |
| --------------------- | ------------------------------ |
| Selton Mello          | Matt / Matias Cadore           |
| Graziela Moretto      | Lola / Regina Lima             |
| Gregório Duvivier     | Professor Avenarius / Silas P. |
| Lúcia Bronstein       | Trash / Léa M.                 |
| Maíra Dvorek          | Paca / Talita H.               |
| Maria Alice Vergueiro | Rabsicocha / Leda J.           |
| Oberdan Júnior        | Black Bird / Paulo Neves       |
| Marcelo Vindicatto    | Handsome / Tarso D.            |
| Henrique Neves        | Demente / Ricardo S.           |
| Bruno Sigrit          | DJ Junior / Diogo V.           |
| Deborah Wood          | Winona Rider / Clélia T.       |
| Cláudinho Castro      | El Pirocon / Waltencir         |

Convidados Especiais
| Ator            | Personagem         |
| --------------- | ------------------ |
| Ney Latorraca   | Nicolas Katedref   |
| Zezé Polessa    | Valquíria          |
| Betty Gofman    | Greta              |
| Diana Herzog    | Patricinha Chorona |
| Renata Tobelem  | Puta Risonha       |
| Saulo Arcoverde | Paciente Fanho     |

## Episódios
| # | Título do episódio | Direção                     | Roteiro                           | Data de exibição       |
| --- | ------------------ | --------------------------- | --------------------------------- | ---------------------- |
| 1 | "Alfa"             | José Lavigne e Selton Mello | Alexandre Machado, Fernanda Young | 2 de Novembro de 2007  |
| Alguma hora da tarde. Matias crava o olhar no relógio digital que acaba de comprar de um camelô. Sentado num banco qualquer do centro da cidade, o fonoaudiólogo tenta decifrar o manual de instruções do seu novo acessório de pulso. Mas ele fica todo enrolado com as funções supermodernas. É... As novas tecnologias nem sempre facilitam a vida do homem. Para tentar resolver a situação, ele pede ajuda ao call-center da Sachen Lächerlih, a empresa que promete resolver todos os problemas do mundo! Enquanto Matias se descabela com os problemas do relógio, a atendente Regina prepara um bom discurso para convencer Greta a lhe dar um aumento na Sachen Lacherlich. Para conseguir subir no cargo, a moça tem de convencer um cliente a comprar um dos vários produtos da empresa. Para seu azar, ela acaba ligando para Matias. E os dois discutem feio. O fonoaudiólogo, sem paciência com a verborragia da atendente, desliga o telefona na cara dela. Com os nervos à flor da pele, a moça arruma um jeitinho de deletar o fonoaudiólogo do sistema. Ou melhor, de todos os sistemas: Estoura seu cartão de crédito, fecha sua conta no banco e ainda reboca o seu carro. Mas Matias não deixa barato! Em pouco tempo ele conhece o Vitimas do Sistema, um grupo formado por jovens que também foram jogados no ralo do mundo. O fonoaudiólogo, junto a estes rebeldes com causa, tenta desvendar os mistérios que estão por trás das câmeras de vigilância, radares, satélites e, sobretudo, do call-center da Sacher Lächerlich. Afinal, o sistema é o bode expiatório do mundo.                                                             |                    |                             |                                   |                        |
| 2 | "Beta"             | José Lavigne e Selton Mello | Alexandre Machado, Fernanda Young | 9 de Novembro de 2007  |
| As vítimas do sistema estão prontas para atacar a cidade. Trash, Matias, Paca e Avenarius entram na fila de uma bilheteria de cinema. De repente, o quarteto assume a posição de atirador em frente a uma das câmeras de vigilância e começam a entoar versos de Gonçalves Dias. Todos riem da situação. Mas os guardas que monitoram as telas logo pensam que o cinema está sendo assaltado. Pelo jeito, o sistema caiu na rede! O grupo, aos risos, foge para a casa de Leda, a secretária de Matias. Mas alegria de quem é deletado do sistema dura pouco. Katedref, o responsável pelo controle da cidade, com a ajuda de suas sentinelas, captura as tais vítimas do sistema. Afinal, ele precisa manter a ordem e a disciplina na sociedade. O vilão os leva para um galpão abandonado e os observa através de câmeras pós-modernas. O quarteto entra em pânico ao perceber que está trancado em um galpão misterioso, com fragmentos de meteoros e outros objetos não identificados. Mas, para alegria de todos, Avenarius encontra o celular de Leda. O grupo não hesita em acionar os amigos para pedir socorro. E é Regina quem tenta salvar a trupe de revoltados performáticos! Como o mundo dá voltas. Agora, só resta saber se realmente todos conseguirão escapar das garras tecnológicas de Katedref. |                    |                             |                                   |                        |
| 3 | "Gama"             | José Lavigne e Selton Mello | Alexandre Machado, Fernanda Young | 16 de Novembro de 2007 |
| Katedref está empenhado em capturar as vítimas do sistema. Mas não vai ser fácil segurar esses jovens subversivos! Demente e Regina explodem uma usina abandonada em Resende e resgatam Trash, Matias, Leda, Paca e Avenarius. O grupo segue por uma plantação de milho em direção a Três Corações, no interior de Minas Gerais. Cansados de tanto andar em círculos, eles pegam uma carona em um caminhão carregado de porcos até a cidade. E a aventura não pára por aí! Afinal, os mocinhos não estão solitários nessa viagem! Greta, funcionária do vilão Katedref, persegue os transgressores pelo campo e encontra crop circles – formas geométricas em plantações atribuídas a extraterrestres. Apavorada, a malvada imediatamente comunica Valquíria, a secretária de Katedref, a respeito do fenômeno. Enquanto isso, Trash, Paca, Avenárius e Matias carregam o objeto mais enigmático que encontraram na usina: duas metades de um meteorito com uma mensagem escrita. O desafio, agora, é descobrir o que “A=A” significa e por que o meteorito estava escondido numa usina abandonada da Sachen Lächerlich. Em Três Corações, o grupo recebe ajuda de Gorducha Folgada, uma amiga de Demente que sabe tudo sobre meteoritos. É lá também que surge a primeira rusga no relacionamento das vítimas do sistema. Trash, namorada de Matias, sente ciúmes da amizade do fonoaudiólogo com Regina. O casal sai para o jardim para conversar, senta em cima de uma das metades do meteorito e acaba desaparecendo. O telefone de Leda toca e Matias anuncia: ele e Trash foram inexplicavelmente teletransportados para Londres e não sabem como sair de lá. |                    |                             |                                   |                        |
| 4 | "Delta"            | José Lavigne e Selton Mello | Alexandre Machado, Fernanda Young | 23 de Novembro de 2007 |
| Matias e Trash são teletransportados para Londres e não sabem explicar aos amigos como chegaram lá. Os namorados dão voltas por Picadilly Circus, Covent Garden e Saint James Park e tentam descobrir uma forma de voltar ao Brasil. Trash fica deslumbrada com a cidade mais vigiada do mundo. E a moça não consegue conter a vontade de mostrar seus piercings para todas as câmeras de vigilância. Enquanto isso, na casa da tia de Avenarius, que serve como sede campestre das “Vítimas do Sistema”, Regina, Paca, Leda e Gorducha Folgada disputam a liderança do grupo. Durante a confusão, os sabotadores do sistema não percebem que Greta se aproximou da casa. Sob o comando de Katedref e Valquíria, a malvada joga um “celular-bomba” dentro da sede das "Vítimas do Sistema" e sai correndo. Após a explosão, Regina verifica que seus amigos não se machucaram e ordena que eles prendam Greta. Ao atender o celular de Greta, Regina descobre que é Katedref quem está por trás dos atentados contra as vítimas do sistema. Para chantagear o executivo, a moçoila e seus amigos tiram de Greta a confissão do telefone direto de Katedref e ligam para ele. O grupo subversivo propõe liberar Greta em troca de três condições: os meteoritos, a libertação de Demente, que foi preso por uma equipe da Sachen Lächerlich, e o retorno de Matias e Trash ao Brasil. Irritado, ele afirma que não se importa por Greta e que só se interessa pelo segredo dos meteoritos - o que significa “A=A”? |                    |                             |                                   |                        |
| 5 | "Épsilon"          | José Lavigne e Selton Mello | Alexandre Machado, Fernanda Young | 30 de Novembro de 2007 |
| As vítimas do sistema se dividem em grupos para desvendar os segredos da Sachen Lächerlich. Matias e Trash conseguem se teletransportar de Londres de volta para o Brasil e, sem querer, caem dentro da sala do vilão Katedref. Regina e Avenarius vão atrás de pistas dos falsos “chupacabras” que são forjados pelo executivo para distrair os moradores de Três Corações e Varginha. Leda fica responsável por fazer uma lavagem cerebral em Greta, que foi capturada pelo grupo de sabotadores e deve se tornar mais uma aliada. Já Paca e Gorducha Folgada correm para resgatar Demente, que foi preso pelos agentes da Sachen Lächerlich. Paca e Gorducha Folgada infringem algumas leis de trânsito no caminho e são presas. Na cadeia, elas conhecem duas jovens que se tornam integrantes do grupo das vítimas do sistema. Por ironia do destino, Demente é libertado e vai salvar as amigas Paca e Gorducha Folgada da prisão, que aproveitam e resgatam as duas mais novas sabotadoras. Regina e Avenarius conseguem invadir o galpão da Sachen Lächerlich e lá encontram seus parceiros Matias e Trash. Os quatro amigos conhecem o Anão Astronauta, funcionário de Katedref que deseja aderir ao movimento das vítimas do sistema. Aceito no grupo, o astronauta conta sua história de anos de trabalho na Sachen Lächerlich e explica que Katedref foi um importante cientista de foguetes que serviu muito tempo em guerras. O executivo vilão teria sido responsável pela criação do falso módulo lunar que forjou a chegada à lua. |                    |                             |                                   |                        |
| 6 | "Zeta"             | José Lavigne e Selton Mello | Alexandre Machado, Fernanda Young | 7 de Dezembro de 2007  |
| Matias, Trash, Regina, Avenarius e Anão Astronauta disparam o alarme de evacuação da Sachen Lächerlich. A partir daí, a maior preocupação das vítimas do sistema é tirar do galpão as metades do meteorito, que guardam a enigmática mensagem “A=A”, antes que o local exploda. Ao ouvir o alarme, o executivo Katedref e a secretária Valquíria fogem da empresa. Avenarius e Matias aproveitam para invadir a sala do executivo e passar a “controlar o sistema”. O tempo corre rápido e os sabotadores precisam encontrar um meio de escapar da Sachen Lächerlich. Leda, Paca, Demente, Gorducha Folgada e Patricinha levam um susto ao verem que um protótipo pousou em frente à sede campestre das vítimas do sistema e acreditam que pode ser um disco voador. Já Greta aproveita a confusão e tenta fugir do grupo. |                    |                             |                                   |                        |

## Audiência
- A estreia do programa marcou apenas 15 pontos de média, baixa para o horário, até mesmo para um feriado.[2]
- "O Sistema" estréia com apenas 15 pontos de audiência